# Temple Zhiyuan (mont Jiuhua)
Ne doit pas être confondu avec le temple Zhiyuan situé dans le xian de Panshan.
Le temple Zhiyuan (chinois simplifié : 祗园寺 ; chinois traditionnel : 祗園寺 ; pinyin : Zhīyuán Sì) est un temple bouddhiste situé dans la province de l'Anhui, dans le Xian de Qingyang, en Chine. Il jouxte le temple de Ganlu (Zhenjiang), le palais Baisui, et le temple Dongyan Chan, qui sont honorés sur le mont Jiuhua (chinois simplifié : 九华山 ; pinyin : jiǔhuáshān), est l'une des quatre montagnes sacrées bouddhiques de Chine, consacré au bodhisattva Ksitigarbha.

## Nom
Le nom du temple est cité dans les légendes bouddhistes, qui précisent que le Siddhartha Gautama a résidé dans un monastère nommé Zhiyuan (祗园) ou Guduyuan (孤独园) ou Jetavana pendant plus de vingt ans.

## Historique
Le temple Zhiyuan a été construit pour la première fois pendant la période Jiajing (1522-1566) de la dynastie Ming (1368-1644), et a subi de nombreux changements et réparations au cours de la dynastie Qing suivante (1644-1911). La plupart des structures actuelles du temple ont été réparées ou construites sous la dynastie Qing. En 1841, et rénové sous le règne de l'empereur Daoguang (1840–1850), sous la dynastie Qing l'abbé Longshan (隆山) mourut. Son corps s'est momifié, mais a été détruit par les gardes rouges lors de la Révolution culturelle.
Le temple s'appelait à l'origine "Zhishu'an" (祗树庵) et rebaptisé "Temple Zhiyuan" après l'extension sous la direction du moine Dagen (大根).
Le temple Zhiyuan est inscrit au titre des temples bouddhistes nationaux essentiels de la région chinoise Han par le Conseil d'État de Chine en 1983. Le 28 octobre 2014, il a été classé comme unité culturelle municipale par le gouvernement local.

## Architecture
Le bâtiments principaux existants comprennent le Shanmen reconnaissable avec un toit à pignon à trois étages (三层硬山顶), la salle des quatre rois célestes avec à pignon et en croupe à double avant-toit (重檐歇山顶), la salle Mahavira, la salle Lingguan, la salle de réception, la salle à manger et la salle de l'abbé.

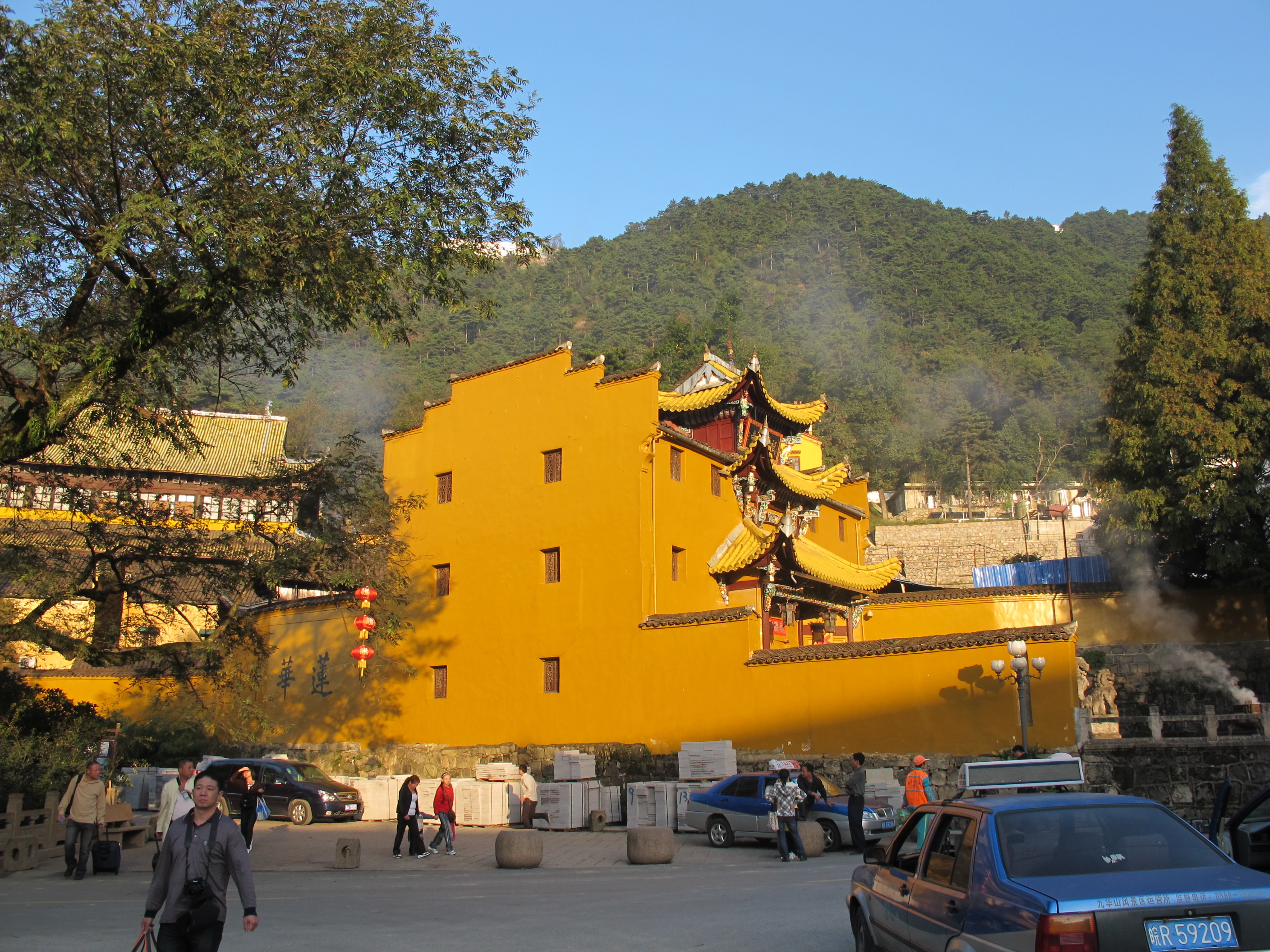
Temple Zen Jiuhuashan Gion

### La salle Mahavira
C'est la salle principale et la troisième du temple. Il a un toit à pignon et à quatre versants (重檐歇山顶) recouvert de tuiles vernissées jaunes, qui symbolisent un haut niveau dans l'architecture car le jaune était le symbole de la famille royale. La salle abrite trois statues en cuivre doré du Bouddha à trois vies, à savoir Siddhartha Gautama , Sūtra d'Amitābha et Bhaishajyaguru . Ils ont une hauteur moyenne d'environ 7 mètres (23 pieds), ce qui est la plus haute statue du mont Jiuhua. La statue de Guanyin, déesse marine de la Miséricorde  est placée à l'arrière des trois statues. Les statues des dix-huit arhats se dressent des deux côtés de la salle.

## Reliques culturelles

### La cuisine
La cuisine du temple conserve sept chaudrons en bronze , le plus grand ayant 173 centimètres (68 pouces) de diamètre et 56 centimètres (22 pouces) de hauteur, qui sont connus sous le nom de "mille chaudrons de moines" (千僧灶) pour sa capacité de cuisson de 200 -kilogrammes (440 lb) de riz à chaque fois.

### La bibliothèque
La bibliothèque de textes bouddhistes possède la seule collection de Tripitaka (龙藏) en chinois imprimée par la cour impériale des Qing et 1 669 autres livres de Tripitaka .